# Andrena malacothricidis
Andrena malacothricidis är en biart som beskrevs av Thorp 1969. Andrena malacothricidis ingår i släktet sandbin, och familjen grävbin. Inga underarter finns listade i Catalogue of Life.